# Schloss Bukovec

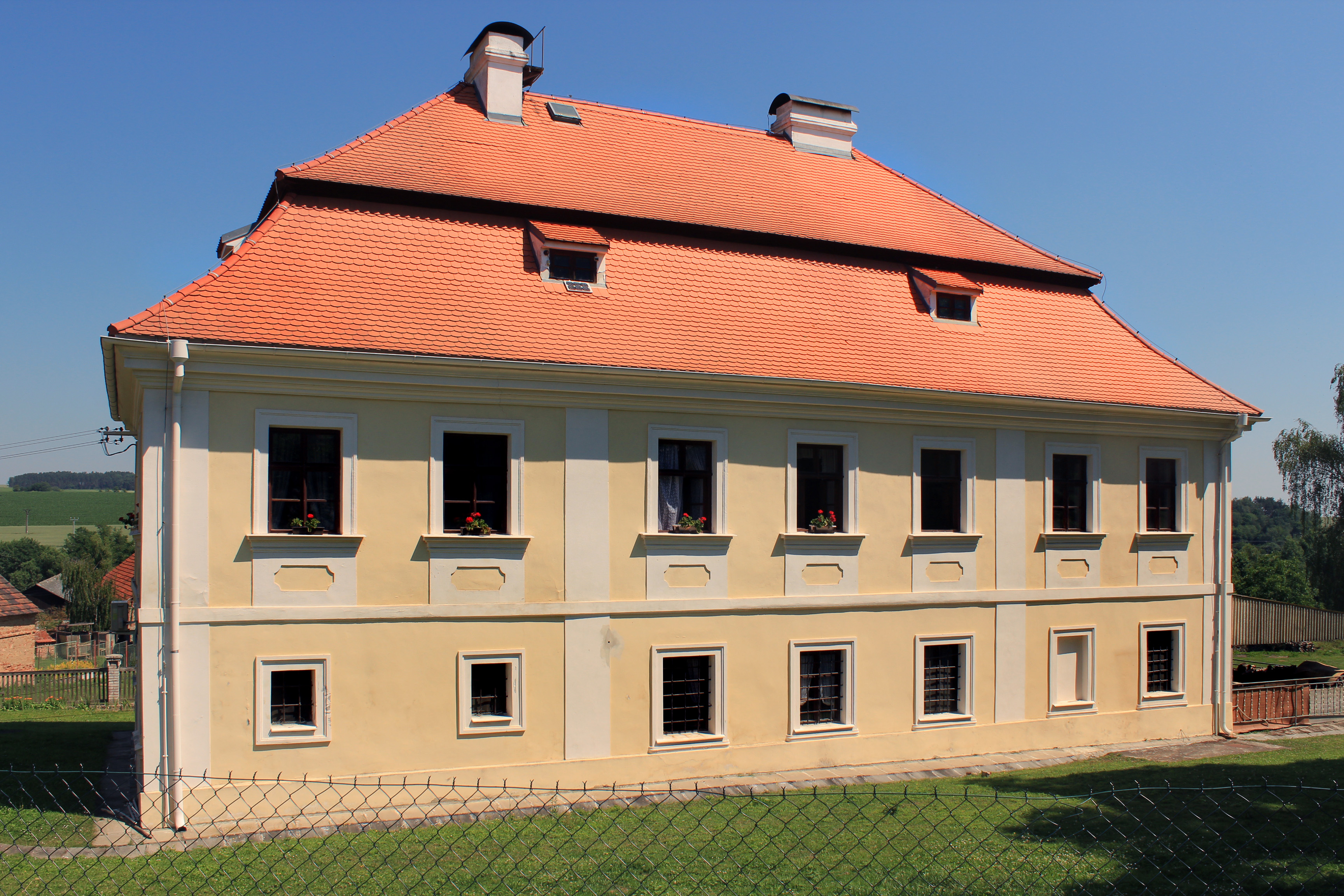
Schloss in Bukovec

Das Schloss Bukovec (deutsch Mogolzen) befindet sich in Bukovec in Tschechien.

## Geschichte
Das Schloss wurde als Feste für die Brüder Dobrohost und Mutina von Bukowetz errichtet und 1177 vollendet. Das Schloss war im Besitz mehrerer tschechischer Geschlechter wie beispielsweise der Herren von Welhartitz oder der Fürsten von Lobkowitz. 1771 wurde es im Barockstil umgebaut. Das Schloss ist als Kulturdenkmal geschützt und steht im Besitz der Familie von Pola. Es ist nicht öffentlich zugänglich.
Koordinaten: 49° 35′ 11,5″ N, 12° 59′ 45″ O